# Luuk van Middelaar
Luuk Johannes van Middelaar (Eindhoven, 9 mei 1973) is een Nederlands historicus en politiek filosoof. Van Middelaar is hoogleraar aan de Universiteit Leiden en columnist voor NRC Handelsblad. Eerder was hij adviseur en tekstschrijver voor respectievelijk Frits Bolkestein en Jozias van Aartsen. Van december 2009 tot november 2014 maakte hij deel uit van het kabinet van voorzitter van de Europese Raad Herman Van Rompuy.

## Leven en werk
Van Middelaar studeerde filosofie en geschiedenis aan de Rijksuniversiteit Groningen en studeerde in 1999 af op de doctoraalscriptie Politicide, die als boek uitgegeven werd en zijn doorbraak als publieksintellectueel betekende. Het boek was aanleiding voor Bolkestein om Van Middelaar binnen te halen als adviseur en tekstschrijver. Samen met Madelon de Keizer heeft hij in 2002 het Jaarboek van het Nederlands Instituut voor Oorlogsdocumentatie geredigeerd: Utopie: utopisch denken, doen en bouwen in de twintigste eeuw.
Van Middelaar werkte in Brussel en promoveerde in mei 2009 cum laude op een proefschrift over de Europese politieke eenwording getiteld De passage naar Europa, Geschiedenis van een begin; promotor was Ton Nijhuis. In december 2009 werd bekend dat Van Middelaar toetrad tot het kabinet van de Belg Herman Van Rompuy, de eerste voorzitter van de Europese Raad.
Hij ontving in september 1999 voor zijn boek Policitide de Prix de Paris uit handen van de Franse ambassadeur en in 2002 de Prijs voor de Vrijheid van Nova Civitas. In 2010 ontving hij de Socrates-wisselbeker, prijs voor het beste Nederlandstalige filosofieboek, voor De passage naar Europa. Geschiedenis van een begin. Sinds 2015 is Van Middelaar hoogleraar "grondslagen en praktijk van de Europese Unie en haar instellingen" aan de Universiteit Leiden. Tegelijk begon hij weer als columnist van NRC Handelsblad, een positie die hij ook in 2008-2009 al bekleedde. Hij was lid van de VVD. Sinds 2018 is hij lid van de Adviesraad Internationale Vraagstukken en voorzitter van de Commissie Europese Integratie van de AIV.